# Jidisze Szriftn
Jidisze Szriftn (jid. ‏יידישע שריפטן‎, pol. Pisma Żydowskie) – żydowskie czasopismo literackie w języku jidysz wydawane od listopada 1946 do września 1968. Ukazało się 250 numerów.
Czasopismo było początkowo rocznikiem wydawanym w Łodzi przez Związek Literatów i Dziennikarzy Żydowskich w Polsce. Po 1948 tytuł przejęło wydawnictwo Idisz Buch, przeniosło redakcję do Warszawy i przekształciło czasopismo w miesięcznik – organ Centralnej Żydowskiej Komisji Historycznej oraz Towarzystwa Społeczno-Kulturalnego Żydów w Polsce. 
Redakcją kierowali kolejno: Efraim Kaganowski, Leo Finkelstein i Dawid Sfard. W skład zespołu redakcyjnego wchodzili również m.in. Chaim Grade,  Lejb Olicki i Mosze Grossman. 